# Conpet
Conpet este operatorul sistemului național de transport țiței și derivate prin conducte din România, prestând servicii de transport pentru clienții săi, rafinăriile românești: Petrom, Rompetrol Rafinare, Petrotel, Rafo Onești și Steaua Română Câmpina.
Societatea exploatează o rețea de conducte de peste 3.800 km, în baza Acordului Petrolier de Concesionare a Sistemului Național de Transport Țiței, Gazolină și Etan prin Conducte încheiat cu Agenția Națională pentru Resurse Minerale (ANRM), în anul 2002.
Conpet are ca principal obiect de activitate aprovizionarea cu țiței, intern și din import, și derivate ale acestuia (gazolină, etan lichid și condensat) a tuturor rafinăriilor din țară, precum și tranzitarea de țiței pe Dunăre pentru parteneri externi.
Compania exploatează conducte, stații de pompare, rampe de încărcare-descărcare, cazane CF și parcuri de rezervoare.
Societatea face parte din compania de proiect a oleoductului Constanța-Trieste - PEOP.
Acționariatul companiei este format din: Ministerul Economiei, cu 58,72% din acțiuni, Fondul Proprietatea S.A.(29.70% acțiuni) și alți actionari - 11.58% din acțiuni.
Titlurile Conpet se tranzacționează la categoria de bază a pieței Rasdaq, sub simbolul COTE, din august 2004.
În primele zece luni ale anului 2009, Conpet a transportat 7,5 milioane tone de țiței.
Număr de angajați în 2009: 2.140
Cifra de afaceri:
- 2006: 79 milioane euro[2]
- 2005: 79 milioane euro[2]

Venit net:
- 2006: 28,8 milioane lei (8,5 milioane euro)[2]
- 2005: 15,4 milioane lei[2]